# Sven Donner

Donner med President Svinhufvud 1937

Sven Evert Donner, född 12 maj 1890 i Helsingfors, död 8 juli 1970 i Helsingfors, var en finländsk läkare. Han var son till Anders Donner och far till Märta Donner. 
Donner blev medicine och kirurgie doktor 1926, var 1928–40 överläkare vid Nickby sjukhus samt överläkare i neurologi och psykiatri vid Stengårds sjukhus 1940–57 och docent i psykiatri vid Helsingfors universitet 1946–60. Han inlade stor förtjänst om organiserandet av den psykiatriska vården i Finland. Han tillhörde 1916–18 Aktiva kommittén och var 1921–22 överläkare vid Duodecims ambulans i Östkarelen. Han var även aktiv inom scoutrörelsen.